# أوكوي
اوكوي (بالإنجليزية: Ocoee)‏ هي مدينة أمريكية تقع في ولاية فلوريدا. تبلغ مساحة هذه المدينة 36.4 (كم²)،ويبلغ عدد سكانها 35579 نسمة حسب إحصاء سنة 2010 م 35579.تشير إحصاءات سنة 2000م بأن الكثافة السكانية في هذه المدينة تقدر بـ(670.1) نسمة/كم2 

## أعلام
- كندريك بيري